# Hélène Cloutier
Hélène Cloutier (* 1982) ist eine ehemalige kanadische Snowboarderin. Sie startete in den Paralleldisziplinen.

## Werdegang
Cloutier nahm im November 1997 in Zell am See erstmals am Snowboard-Weltcup der FIS teil und errang dabei den 38. Platz im Parallelslalom. In den folgenden Jahren belegte sie bei den Juniorenweltmeisterschaften 1998 in Chamrousse den achten Platz im Riesenslalom, bei den Juniorenweltmeisterschaften 1999 auf der Seiser Alm den 26. Platz im Parallel-Riesenslalom und bei den Juniorenweltmeisterschaften 2000  in Berchtesgaden den 16. Platz im Parallel-Riesenslalom sowie den 14. Rang im Parallelslalom. In der Saison 2000/01 wurde sie bei den Juniorenweltmeisterschaften 2001 im Nassfeld Neunte im Parallel-Riesenslalom und kam bei den Snowboard-Weltmeisterschaften 2001 in Madonna di Campiglio auf den 28. Platz im Parallelslalom, auf den 23. Rang im Parallel-Riesenslalom und auf den 11. Platz im Riesenslalom. Zudem wurde sie im April 2001 kanadische Meisterin im Riesenslalom. In der folgenden Saison erreichte sie in Sapporo mit dem achten Platz im Parallelslalom ihre einzige Top-zehn-Platzierung im Weltcup und errang bei den  Juniorenweltmeisterschaften 2002 in Rovaniemi den 45. Platz im Parallel-Riesenslalom. In ihrer letzten aktiven Saison 2002/03 siegte sie zweimal im Nor-Am-Cup und belegte bei den Snowboard-Weltmeisterschaften 2003 am Kreischberg den 31. Platz im Parallel-Riesenslalom sowie den 27. Rang im Parallelslalom. Ihren 60. und damit letzten Weltcup absolvierte sie im Januar 2003 in Bad Gastein, welchen sie auf dem 31. Platz im Parallelslalom beendete.

## Weltcup-Gesamtplatzierungen
| Saison    | Gesamt | Gesamt | Parallel | Parallel |
| Saison    | Punkte | Platz  | Punkte   | Platz    |
| --------- | ------ | ------ | -------- | -------- |
| 1997/98   | 5      | 127.   | -        | -        |
| 1998/99   | 28     | 112.   | -        | -        |
| 1999/2000 | 37     | 95.    | 91       | 51.      |
| 2000/01   | 86     | 81.    | -        | -        |
| 2001/02   | -      | -      | 72       | 45.      |
| 2002/03   | -      | -      | 330      | 43.      |